# Moisés Ruiz Tocón
Moisés Ruiz Tocón (San Roque, Cadis, 8 d'abril de 1956 – Almería, 12 de novembre de 2002) fou un entrenador i polític andalús.
Nascut a San Roque, va créixer i viure a Almeria. Pràctica diversos esports, destacant l'handbol i especialment el voleibol, adquirint el títol d'àrbitre i entrenador. El 1986 exercí com a monitor esportiu de la Diputació d'Almeria i fou un dels fundadors del Club Voleibol Almería. Sota la seva direcció aconseguí l'ascens de l'equip a la Divisió d'Honor i el consolidà com un dels equips més destacats del voleibol estatal. A nivell tècnic, donà suport a l'organització dels Campionats del Món de Volei platja d'Almeria de 1991 i 1992 i a la celebració de la fase final de la Copa del Rei de voleibol de 1998. Col·laborador habitual als mitjans de comunicació, exercí com a regidor d'esports de l'Ajuntament d'Almeria entre 1991 i 1995. Posteriorment, sortí escollit regidor de l'Ajuntament d'Alboloduy a les eleccions municipals espanyoles de 1999. Després d'una moció de censura per corrupció, fou escollit alcalde del municipi el febrer de 2002 on hi exercí fins a la seva mort. Com a homenatge pòstum, el pavelló d'Almeria fou reanomenat Pavelló Moisés Ruiz, actual seu del CV Almeria i on disputa els seus partits.